# يان هوفمان
يان هوفمان (بالبولندية: Jan Hoffman)‏ هو عازف بيانو بولندي، ولد في 11 يونيو 1906 في كراكوف في بولندا، وتوفي في 25 أكتوبر 1995.

## وصلات خارجية
- يان هوفمان على موقع ميوزك برينز (الإنجليزية)
- يان هوفمان على موقع ديسكوغز (الإنجليزية)